# Marcelo (football, 1989)
Pour les articles homonymes, voir Marcelo.
Marcelo dos Santos Ferreira, plus couramment appelé Marcelo, né le 27 juillet 1989 à Rio de Janeiro au Brésil, est un footballeur brésilien. Il joue au poste de défenseur central à Moreirense Futebol Clube.

## Biographie
Marcelo évolue pendant six saisons en première division portugaise avec l'équipe du Rio Ave FC. Il dispute avec cette équipe 152 matchs en I Divisão, inscrivant six buts.
En 2014, il atteint avec le Rio Ave FC la finale de la Coupe du Portugal et de la Coupe de la Ligue portugaise, et dispute également la Supercoupe du Portugal. Il ne remporte toutefois aucun titre avec cette équipe.

## Palmarès
- Finaliste de la Coupe du Portugal en 2014 avec le Rio Ave FC
- Finaliste de la Coupe de la Ligue portugaise en 2014 avec le Rio Ave FC
- Finaliste de la Supercoupe du Portugal en 2014 avec le Rio Ave FC